# 多勢亀五郎

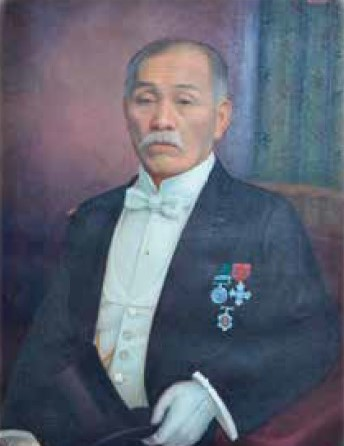
多勢亀五郎

多勢 亀五郎（龜五郎、たせ かめごろう、1849年8月31日（嘉永2年7月14日）- 1919年（大正8年）6月9日）は、明治から大正前期の実業家、政治家。貴族院多額納税者議員。蚕糸業功労者。

## 経歴
出羽国置賜郡漆山村（山形県東置賜郡漆山村、宮内町を経て現南陽市漆山）で、多勢長兵衛の三男として生まれる。安政5年2月（1858年）に分家した。
1874年（明治7年）富岡製糸場から機械職工を招いて製糸工場を設立。1884年（明治17年）多勢組を組織して蒸気機関を動力とした工事に拡張し、アメリカへも生糸を輸出し、さらに製糸の改善を図った。
政界では1889年（明治22年）以降、漆山村会議員、同村長、東置賜郡会議員、同議長、山形県会議員などを務めた。
1918年（大正7年）6月、貴族院多額納税者議員に互選され、同年9月29日に就任し、1919年6月、在任中に死去した。